# 中野浩靖
中野 浩靖（なかの ひろやす、1970年3月9日 -）は、東京都出身の演出家・俳優。
- 1985年、年末時代劇スペシャル『白虎隊』でデビュー。
- 1989年、日本大学芸術学部演劇学科演技コースに入学。
- ほんとに役立つ演劇学校入学。ワダユタカ、エレーナ・ドルギナに師事。スタニスラフスキーシステムを学ぶ
- 1996年に単身渡伊し欧米演劇やオペラを通し、俳優のためのスタニスラフスキーシステムの実践法と効果を学んで帰国。
- 2010年　ヴォードヴィルの会を設立。ヴォードヴィルの会　第１夜「惚れやすさの招く災い」をAPOC Theater（東京・世田谷区・千歳船橋）で上演する。2010年度世田谷区芸術百華参加作品。
- 2011年　ヴォードヴィルの会　第２夜「マダム・カレイのブティック」をAPOC Theaterで上演。2011年度世田谷区芸術百華参加作品。
- 2012年　ヴォードヴィルの会　第３夜「セビリアの理髪師」をAPOC Theaterで上演、この作品の原作はフィガロ三部作で有名なG・Rossini作「Il Barbiere di Siviglia」の上演台本を本人が翻訳し、「ヴォードヴィル」の要素を取り入れた作品を創りあげた。2012年度世田谷区芸術百華参加作品。
- 2013年　ヴォードヴィルの会　第４夜「フィガロの結婚」をAPOC Theaterで上演、有名なイタリアオペラ「フィガロの結婚」を前作同様に上演台本を本人が翻訳し上演した。

| スタブアイコン | サブスタブ | この項目は、まだ閲覧者の調べものの参照としては役立たない、人物に関連した書きかけの項目です。この項目を加筆・訂正などしてくださる協力者を求めています（P:人物伝/PJ:人物伝）。 |